# Terrafurie
Terrafurie is de woede die mensen ervaren wanneer zij naar hun gevoel machteloos moeten toezien hoe de aarde wordt vernietigd door de industrieel-technologische samenleving. Meestal wordt de term gebruikt binnen een milieuactivistische, milieufilosofische of milieupsychologische context.

## Herkomst
De term is een neologisme dat werd bedacht door de Australische milieufilosoof Glenn Albrecht. Het woord is afgeleid van de Latijnse woorden terra (Aarde) en furia (woede).